# Montgaillard-Lauragais
Montgaillard-Lauragais – miejscowość i gmina we Francji, w regionie Oksytania, w departamencie Górna Garonna.
Według danych na rok 1990 gminę zamieszkiwało 528 osób, a gęstość zaludnienia wynosiła 47 osób/km² (wśród 3020 gmin regionu Midi-Pireneje Montgaillard-Lauragais plasuje się na 570. miejscu pod względem liczby ludności, natomiast pod względem powierzchni na miejscu 1000.).